# Weißenbachsee
Der Weißenbachsee ist ein See in den Wäldern südöstlich des Dürrensteins in Niederösterreich.
Er wird vom namensgebenden Weißenbach gespeist und entwässert in das Flusssystem der Enns.